# Pujols (Erinyà)
Pujols, és una partida en part constituïda per camps de conreu actualment abandonats del terme municipal de Conca de Dalt, al Pallars Jussà, a l'antic terme de Toralla i Serradell, en el territori del poble d'Erinyà.
Està situada a ponent d'Erinyà, al nord de lo Planell, al sud-oest de les Espesses i al nord-oest de la Plana d'Agustí. La Pista de Serradell recorre tot el seu extrem de llevant i part del meridional.